# Irving Stoy Reed
Irving Stoy Reed  (Seattle, Washington, 12 de noviembre de 1923 - 11 de septiembre de 2012) fue un matemático, ingeniero y profesor, conocido por ser el coinventor del código algebraico de corrección y detección de errores conocido como Reed-Solomon en colaboración con Gustave Solomon. También fue el coinventor del código Reed-Muller.
Irving Stoy Reed realizó numerosas contribuciones en el área de la ingeniería incluyendo radar, procesamiento digital de señales y procesamiento digital de imágenes. Formó parte del equipo que construyó el MADDIDA, el sistema de guiado para los misiles de crucero Snark de Northrop Grumman, uno de los primeros ordenadores digitales. Muller también desarrolló e introdujo el ahora estándar Lenguaje de Transferencia de Registros entre la comunidad informática mientras trabajaba en el Lincoln Laboratory del MIT.
Irving Stoy Reed era miembro de la United States National Academy of Engineering y Fellow del IEEE así como ganador del Premio Claude Shannon.